# Pedro Aguirre Cerda, Chile
Pedro Aguirre Cerda este un oraș și comună din provincia Santiago, regiunea Metropolitană Santiago, Chile, cu o populație de 114.560 locuitori (2012) și o suprafață de 9,7 km2.